# Chokladkullarna

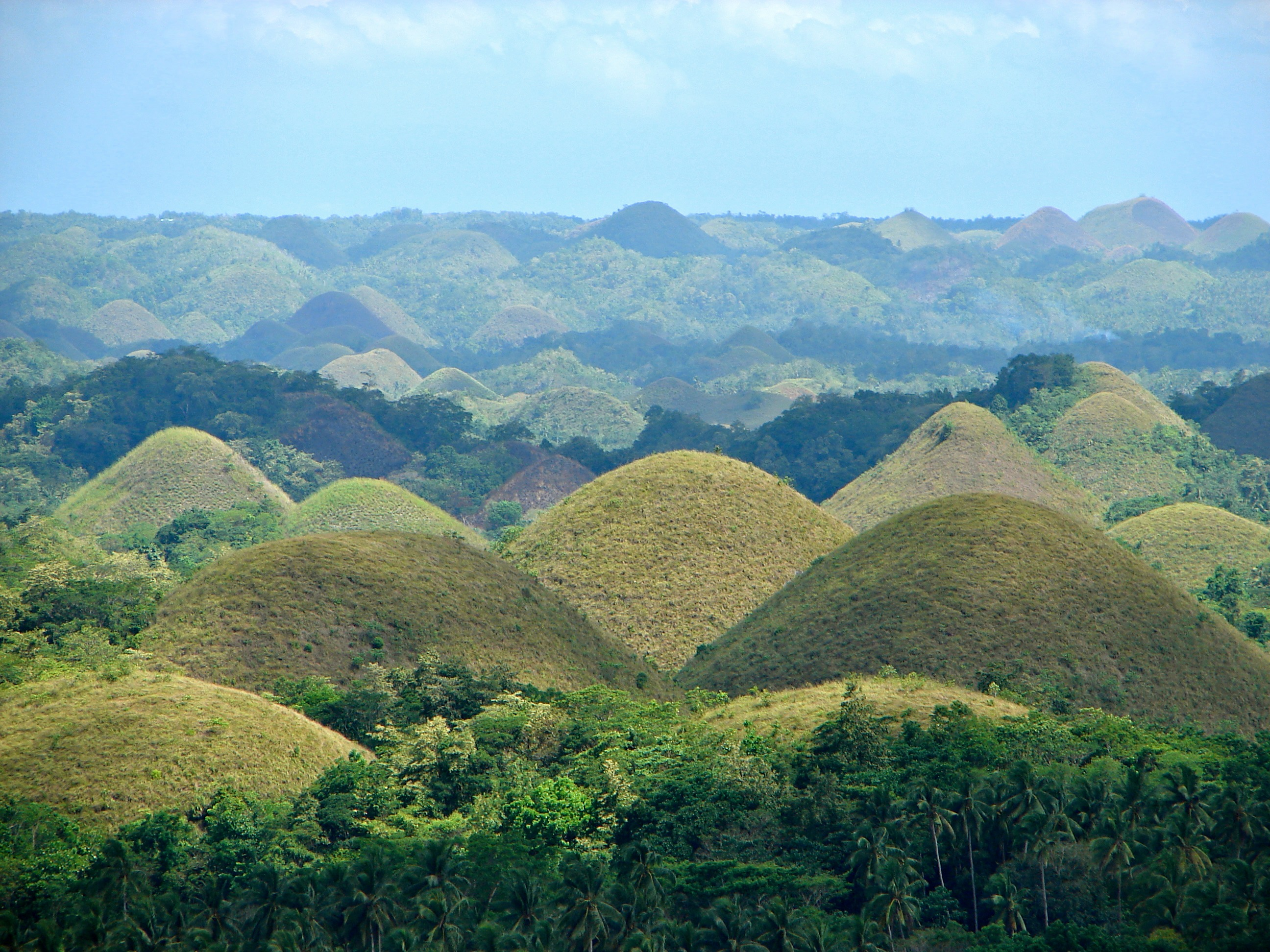
Vy över chokladkullar nära Carmen, Bohol.

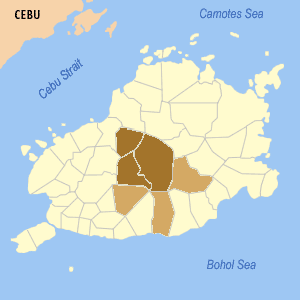
Karta över området med chokladkullar på Bohol.

Chokladkullarna (Chocolate Hills) på den filippinska ön Bohol är ett udda geologiskt fenomen med över 1 000 nästan likadana toppiga runda kullar av kalksten. Kullarna är en välkänd turistattraktion och har föreslagits som världsarv. De kallas chokladkullar för att den magra växtligheten på kullarna blir chokladfärgad under torrperioden.
Det är inte klarlagt exakt hur kullarna har uppstått. Geologer har ett antal olika hypoteser, som åberopar allt från erosion till explosiva vulkanutbrott. Det finns även lokala legender om kullarnas ursprung. Enligt en legend handlar det om jättar som kastat sten på varann och enligt en annan utgör kullarna avföring från en gigantisk vattenbuffel.